# داریو پریرا
داریو پریرا (اسپانیایی: Darío Pereyra‎؛ زادهٔ ۲۰ اکتبر ۱۹۵۶) بازیکن سابق و مربی فوتبال اهل اروگوئه است.
از باشگاه‌هایی که در آن بازی کرده‌است می‌توان به باشگاه فوتبال پالمیراس، باشگاه فوتبال گامبا اوزاکا، باشگاه فوتبال ناسیونال (اروگوئه)، باشگاه فوتبال فلامینگو، و باشگاه فوتبال سائو پائولو اشاره کرد.
وی همچنین در تیم ملی فوتبال اروگوئه بازی کرده‌است.